# Петруччоли, Клаудио
Клаудио Петруччоли (итал. Claudio Petruccioli, род. 22 марта 1941 года, Терни, Королевство Италия) — итальянский политик и журналист. Член Национального секретариата ИКП (1987—1991), лидер её молодёжной организации (1966—1969) и директор газеты «Унита» (1981—1982). Член Палаты депутатов IX и XI созывов (1983—1987, 1992—1994), член Сената Италии XII—XIV созывов (1994—2006), глава Парламентской комиссии по общему руководству и надзору за радио- и телевещанием (2001—2005). В 2005—2009 годах возглавлял ведущий итальянский вещательный орган RAI.

## Биография
Родился в городе Терни, расположенном в Фолиньо, Умбрия. В 1958 году переехал в Рим для поступления на философский факультет университета, но не закончил его. В следующем году вступил в Итальянскую коммунистическую партию, принял активное участие в студенческом протестном движении. В 1962 году Петруччоли был избран вице-президентом Итальянского голиардского союза (ассоциации студенческих клубов левого и левоцентристского толка, опекаемой оппозиционными ХДП партиями) и вошёл в состав Национального секретариата Итальянской коммунистической федерации молодежи (FGCI). В 1966—1969 годах — Национальный секретарь FGCI.
Активный участник протестного движения 1968—1969 годов, совместно с Луиджи Лонго проводил курс на сближение FGCI и ИКП с «новыми левыми». Поддержал рабочую и студенческую молодёжь после инцидента в Валле-Джулии, выступил с критикой позиции Пьера Паоло Пазолини, в стихотворении «Компартия — молодёжи!» осудившего протестующих.
С июля 1969 по март 1971 года — региональный секретарь ИКП в Абруццо, с 1970 года — член муниципального совета коммуны Пескара. В июле 1971 года переехал в Милан, где стал членом секретариата местной федерации ИКП и в 1980 году был избран членом его городского совета. С 1976 по 1980 год — член административного совета театра Ла Скала.
В 1975 году был назначен содиректором органа ЦК ИКП газеты «Унита», с 1981 по 1982 год являлся её директором. Проводил редакционную политику в русле «исторического компромисса» ИКП с ХДП и еврокоммунизма.
17 марта 1982 года «Унита», ссылаясь на «предоставленный спецслужбами документ», обвинила министра от ХДП Винченцо Скотти в сговоре с одним из лидеров мафиозной группировки Каморра Раффаэле Кутоло. Однако в результате следствия выяснилось, что опубликованный в газете документ оказался фальшивым. Заминая возникший скандал, Энрико Берлингуэр снимает Петруччоли с поста директора.
В 1983 году был избран депутатом Палаты депутатов IX созыва от округа Милан-Павия, член фракции ИКП. Не переизбравшись на выборах 1987 года, Петруччоли перешёл на работу в Национальный секретариат ИКП.
Поддержал «Болонский поворот» и преобразование ИКП в Демократическую партию левых сил.
В 1992 году переизбран депутатом Палаты депутатов XI созыва от того же округа, член фракции ДПЛС. С 1994 по 2005 год — сенатор Италии (фракция ДПЛС, после — «Левых демократов»).
29 июля 2005 года, после длительного кризиса (когда несколько кандидатов, выдвинутых правительством Берлускони, были отклонены), Петруччоли единогласно был избран президентом государственного вещателя RAI.

## На посту президента RAI
Деятельность Петруччоли во главе итальянского телерадиоцентра неоднократно подвергалась критике. Так, журналисты и писатели Петер Гомес и Марко Траваглио обвинили его в реализации т. н. «пакета пирога», заключённого между Массимо Д’Алема и Сильвио Берлускони, в соответствии с которым RAI цензурирует их критику.
По словам Сабины Гуццанти, во время спора вокруг юмористической передачи «Raiot» (закрытой по причине её нападок на политическую систему страны), Петруччоли осуществлял контрольные функции и мог бы предотвратить закрытие передачи, но не только не сделал этого, но и поддержал прекращение вещания передачи, заявив, что это «не было сатирой».
По словам лидера партии «Италия ценностей» Антонио Ди Пьетро, Петруччоли был «президентом RAI, назначенным Mediaset».
24 октября 2007 года коалиция Берлускони «Дом свобод» предприняла попытку выдвижения вотума о снятии Петруччоли с поста директора RAI, но он был отклонён правящей левоцентристской коалицией «Союз» Романо Проди. Петруччоли оставался на посту до 25 марта 2009 года.